# Monasterio de Kamani
El monasterio de Kamani (en georgiano: კამანის ეკლესია; en abjasio: Камантәи ауахәама) es un edificio religioso de la iglesia ortodoxa georgiana situada en la aldea de Kamani (parte del municipio de Guma), en el distrito de Sujumi de la de facto independiente República de Abjasia, aunque su estatus de iure está dentro de la República Autónoma de Abjasia, parte de Georgia. El edificio del monasterio es una construcción de los años 80 sobre los cimientos de una iglesia medieval.

## Historia
La aldea de Kamani, también conocida como Komani, está asociada en las leyendas locales abjasias-georgianas con San Juan Crisóstomo, quien presuntamente murió allí luego de ser exiliado de Constantinopla a la costa del Mar Negro. En 1884, el erudito griego Konstantinos Vrissis visitó el área y conjeturó que fue Kamani, no Comana Pontica, donde murió Juan Crisóstomo y fue enterrado inicialmente.
Originalmente hubo aquí un monasterio medieval, cuyos cimientos fueron los únicos que sobrevivieron. El diseño del mismo era de iglesia de salón sin un ábside que sobresaliera. 
En la década de 1880, allí se fundó un convento cristiano bajo el gobierno ruso, pero cayó en desuso con la llegada del poder de los bolcheviques a la región. A fines de la década de 1980, la iglesia fue reconstruida a través de los esfuerzos del abjasio Yuri Anua y en 1990, Elías II, Catolicós patriarca de toda Georgia, consagró la iglesia. 
En julio de 1993, durante la Guerra de Abjasia, el monasterio fue asaltado por las fuerzas separatistas abjasias; Yuri Anua y el sacerdote georgiano Andria Kurashvili fueron asesinados (además de todas las monjas del monasterio y muchos habitantes de la aldea) en lo que se conoce como la masacre de Kamani.
En 2001, un grupo de monjes varones abjasios regresó al monasterio de Kamani, que fue transferido por el gobierno de Sujumi, en 2011, en posesión de la autoproclamada iglesia ortodoxa de Abjasia. Georgia inscribió a la iglesia en la lista de patrimonio cultural e informó que el estado de conservación del monumento era pobre (2015).